# Bantheville
Bantheville és un municipi francès situat al departament del Mosa i a la regió del Gran Est. L'any 2007 tenia 134 habitants.

## Demografia

### Població
El 2007 la població de fet de Bantheville era de 134 persones. Hi havia 56 famílies, de les quals 20 eren unipersonals (8 homes vivint sols i 12 dones vivint soles), 20 parelles sense fills, 12 parelles amb fills i 4 famílies monoparentals amb fills.
La població ha evolucionat segons el següent gràfic:
Habitants censats

### Habitatges
El 2007 hi havia 68 habitatges, 58 eren l'habitatge principal de la família, 6 eren segones residències i 4 estaven desocupats. 66 eren cases i 2 eren apartaments. Dels 58 habitatges principals, 49 estaven ocupats pels seus propietaris, 6 estaven llogats i ocupats pels llogaters i 3 estaven cedits a títol gratuït; 5 tenien tres cambres, 9 en tenien quatre i 44 en tenien cinc o més. 56 habitatges disposaven pel capbaix d'una plaça de pàrquing. A 33 habitatges hi havia un automòbil i a 21 n'hi havia dos o més.

### Piràmide de població
La piràmide de població per edats i sexe el 2009 era:
| Homes | Edats   | Dones |
| ----- | ------- | ----- |
| 0     | 95 o +  | 0     |
| 4     | 90 a 94 | 0     |
| 4     | 85 a 89 | 0     |
| 0     | 80 a 84 | 4     |
| 0     | 75 a 79 | 4     |
| 0     | 70 a 74 | 4     |
| 8     | 65 a 69 | 4     |
| 0     | 60 a 64 | 0     |
| 4     | 55 a 59 | 0     |
| 8     | 50 a 54 | 8     |
| 0     | 45 a 49 | 0     |
| 0     | 40 a 44 | 0     |
| 12    | 35 a 39 | 4     |
| 8     | 30 a 34 | 4     |
| 4     | 25 a 29 | 16    |
| 4     | 20 a 24 | 12    |
| 0     | 15 a 19 | 4     |
| 0     | 10 a 14 | 8     |
| 0     | 5 a 9   | 4     |
| 12    | 0 a 4   | 8     |

## Economia
El 2007 la població en edat de treballar era de 77 persones, 57 eren actives i 20 eren inactives. De les 57 persones actives 48 estaven ocupades (32 homes i 16 dones) i 9 estaven aturades (2 homes i 7 dones). De les 20 persones inactives 6 estaven jubilades, 7 estaven estudiant i 7 estaven classificades com a «altres inactius».

### Ingressos
El 2009 a Bantheville hi havia 58 unitats fiscals que integraven 139 persones, la mediana anual d'ingressos fiscals per persona era de 13.695 €.

### Activitats econòmiques
Dels 4 establiments que hi havia el 2007, 1 era d'una empresa de fabricació d'altres productes industrials, 2 d'empreses de comerç i reparació d'automòbils i 1 d'una empresa d'hostatgeria i restauració.
L'any 2000 a Bantheville hi havia 10 explotacions agrícoles.

## Poblacions més properes
El següent diagrama mostra les poblacions més properes.